# Wadesboro, North Carolina
Wadesboro är administrativ huvudort i Anson County i North Carolina. Orten har fått sitt namn efter militären Thomas Wade. Wadesboro hade 5 813 invånare enligt 2010 års folkräkning.

## Kända personer från Wadesboro
- Blind Boy Fuller, musiker